# Alpino (1910)
«Альпіно» (італ. Alpino) — ескадрений міноносець ВМС Італії типу «Сольдато» часів Першої світової війни.

## Історія створення
Корабель був закладений 4 грудня 1905 року на верфі «Ansaldo» в Генуї. Спущений на воду 27 листопада 1909 року, вступив у стрій 1 квітня 1910 року. 

## Історія служби
Есмінець «Альпіно» брав участь в італійсько-турецькій війні.
29-30 вересня 1911 року він взяв участь у бою біля Превези, під час якого було потоплено 3 турецькі міноносці і захоплений один допоміжний крейсер.
У 1912 році «Альпіно» брав участь в десантній операції в Додеканес. Надалі «Альпіно» діяв у Червоному морі.
Після вступу Італії у Першу світову війну «Альпіно» був включений до складу IV ескадри есмінців (разом з однотипними «Аскаро», «Карабіньєре», «Понтьєре», «Фучільєре», а також «Дзеффіро»), яка базувалась у Бріндізі.
24 травня 1915 року разом з «Карабіньєре», «Ланчере», «Фучільєре» і «Гарібальдіно» патрулював у Верхній Адріатиці'.
29 травня разом з есмінцями «Понтьєре», «Ланчере», «Кораццьєре», «Берсальєре», «Артільєре» і «Гарібальдіно» обстріляли хімічний завод «Adria-Werke» в Монфальконе, який виробляв хімічну зброю. 7 червня операція була здійснена ще раз.
Вранці 12 травня 1916 року «Альпіно», «Фучільєре», «Дзеффіро» та міноносці «30 P.N» і «46 P.N» проникли в бухту Пореча і пошкодили артилерійським вогнем ангари ворожих літаків.
11 лютого 1917 року «Карабіньєре», «Фучільєре», «Понтьєре»,  «Альпіно», міноносці «19 OS», «20 OS», «21 OS», «22 OS» супроводжували французькі та італійські літаки, які здійснювали розвідку Пули. 
У 1921 році «Альпіно» був перекласифікований у міноносець. 1 червня 1928 року він був виключений зі складу флоту і зданий на злам.